# Liste der Ortspyramiden im Landkreis Leipzig
Die Liste der Ortspyramiden im Landkreis Leipzig bietet einen Überblick der aktuellen und ehemaligen drehbaren Pyramiden in den Städten und Gemeinden des Landkreises Leipzig auf öffentlichen Plätzen. Die ursprünglich für den häuslichen Gebrauch angefertigten Weihnachtspyramiden werden seit den 1930er-Jahren auch als große Freilandpyramiden hergestellt. Sie sind fester Bestandteil des Brauchtums im sächsischen Erzgebirge und mittlerweile auch in großen Teilen des Erzgebirgsvorlands und Leipziger Umlands. Im Landkreis Leipzig sind Ortspyramiden eher auf den Marktplätzen der größeren Städte oder auf den Arealen alter Schlösser und Burgen zu finden. In einigen Orten wird jährlich das Pyramidenanschieben um den Ersten Advent feierlich begangen, allerdings werden einige Pyramiden auch erst zur Eröffnung des örtlichen Weihnachtsmarkts aufgebaut. Die meisten Pyramiden drehen sich bis Hochneujahr, in manchen Orten bis Lichtmess.

## Aktuelle Ortspyramiden
| Abbildung                        | Ort                  | Standort                                                                                        | Baujahr | Geschichte |
| -------------------------------- | -------------------- | ----------------------------------------------------------------------------------------------- | ------- | --- |
| Ortspyramide Colditz             | Colditz              | Fürstenhof von Schloss Colditz 51° 7′ 52,27″ N, 12° 48′ 27,25″ O                                |         | Die Colditzer Ortspyramide besitzt 33 Figuren, die auf drei Etagen angeordnet sind. Im Jahr 2018 wurden sie restauriert. Auf der untersten Etage befindet sich eine Bergparade mit zehn Bergmännern. In der mittleren Ebene ist eine Kirche und ein Haus zu sehen, dazu mehrere Figuren und Bäume. Figuren der biblischen Christgeburt sind auf der obersten Ebene zu sehen. Die Colditzer Pyramide wird erst vor dem 2. Advent im Colditzer Schlosshof aufgebaut, wenn dort Weihnachtsmarkt ist. |
| Ortspyramide Geithain            | Geithain             | Markt 51° 3′ 15,03″ N, 12° 41′ 41,89″ O                                                         |         | Vierstufige Pyramide mit Figuren, die ortstypische Berufe darstellen. |
| Ortspyramide Großpösna           | Großpösna            | Hauptstraße, Einmündung Querstraße (beim Rittergut Großpösna) 51° 16′ 13,95″ N, 12° 30′ 7,62″ O | 2024    | Die neue Ortspyramide von Großpösna ersetzt einen in die Jahre gekommenen Vorgänger. Auf der unteren Etage finden sich die Figuren der biblischen Christgeburt. Die obere Etage ist mit einem Weihnachtsmann, einem Schneemann, einem Schlitten mit Geschenken und einer Spielzeugeisenbahn mit drei Waggons und 3 Tannenbäumen bestückt. |
| Ortspyramide Markkleeberg        | Markkleeberg         | Dietrich-Bonhoeffer-Platz 51° 16′ 57,27″ N, 12° 22′ 11,73″ O                                    |         | Dreistufige Pyramide. Auf der unteren Etage befinden sich die Figuren der biblischen Christgeburt, darüber die Drei Weisen aus dem Morgenland und auf der oberen Etage Engel. |
|                                  | Nerchau (Grimma)     | Gänsemarkt 51° 16′ 9,78″ N, 12° 47′ 22,26″ O                                                    |         | Die dreistufige Pyramide wurde 2020 repariert. Ihr Gerüst hat das Aussehen eines Nadelbaums. |
| Ortspyramide Podelwitz (Colditz) | Podelwitz (Colditz)  | beim Wasserschloss Podelwitz 51° 9′ 10,5″ N, 12° 50′ 3,84″ O                                    |         | Pyramide mit drei Etagen. Auf der unteren Ebene und im oberen Bereich der Pyramide befinden sich Bergmusikanten. Die mittlere Ebene ist mit einer Dorfszene (Kirche, Haus, Kurrende, Pfarrer, Dorfbevölkerung) bestückt. Figuren der biblischen Christgeburt befinden sich auf der oberen Etage. |
| Ortspyramide Prießnitz           | Prießnitz (Frohburg) | Hof des Ritterguts Prießnitz 51° 6′ 6,86″ N, 12° 36′ 41,32″ O                                   |         | Pyramide mit zwei Etagen. Auf der unteren Ebene befinden sich die Figuren der biblischen Christgeburt, darüber mehrere Engel. |
| Ortspyramide Wurzen              | Wurzen               | Markt 51° 22′ 11,55″ N, 12° 44′ 8,22″ O                                                         |         | Vierstufige Pyramide, gefertigt von der Erzgebirgische Holzkunst Gahlenz GmbH. Auf der untersten Etage befinden sich Figuren der biblischen Christgeburt. Die zweite Etage ist mit weihnachtlichen Figuren (Nussknacker, Schneemann, Räuchermann, Weihnachtsmann, Nachtwächter, Frauenfigur) bestückt. Die beiden oberen Etagen sind mit einer Bergmannskapelle und einem Engelchor besetzt. |